# Nuan
Noãn là phim điện ảnh Trung Quốc 2003 đạo diễn bởi Hoắc Kiến Khởi. Phim đoạt giải thưởng Grand Prix tại Liên hoan phim quốc tế Tokyo lần thứ 16 . Phim chuyển thể từ truyện ngắn của nhà văn Mạc Ngôn: Bạch cẩu thu thiên giá. Bộ phim được quay tại Giảng Tây . Vì đại dịch SARS 2002-2003 tác phẩm đã bị bỏ lỡ kế hoạch ra mắt tại Liên hoan phim Venice vào tháng 9 năm 2003 .

## Nội dung
Noãn là một bộ phim nông thôn, Bộ phim kể về Lâm Tỉnh Hà, một thanh niên, người đã sống 10 năm ở thành phố lớn. Khi trở về nhà, anh ta gặp được tình yêu thời thơ ấu của mình, Noãn. Nhiều năm trước, Noãn và Lâm Tỉnh Hà đã từng học cùng trường. Noãn, cô gái nổi tiếng nhất trong trường học, đã yêu một anh chàng nhào lộn trên dây (Acrobat) từ một đoàn kịch....
Sau 10 năm, anh ta cuối cùng đã trở về, tuy nhiên, Noãn đã kết hôn với một người câm.

## Diễn viên
- Quan Hiểu Đồng vai Nha (con gái Noãn)
- Quách Hiểu Đông vai Lâm Tỉnh Hà
- Lý Giai vai Noãn
- Teruyuki Kagawa vai Á Ba

## Phát hành
| Năm                  | Quốc gia / Khu vực | Ghi chú                                    |
| -------------------- | ------------------ | ------------------------------------------ |
| 4 tháng 11 năm 2003  | Nhật Bản           | Liên hoan phim quốc tế Tokyo (Triển Lãm)   |
| 24 tháng 2 năm 2004  | Trung Quốc         | Buổi chiếu ra mắt tại Bắc Kinh             |
| 18 tháng 5 năm 2004  | Pháp               | Trình chiếu đặc biệt tại Cannes lần thứ 57 |
| 19 tháng 11 năm 2004 | Đức                | [ 6 ]                                      |
| 29 tháng 1 năm 2005  | Nhật Bản           | Trình chiếu tại Tokyo                      |
| 8 tháng 9 năm 2005   | London, Anh        | Khai mạc Liên hoan phim London - Đông Á    |
| 6 tháng 8 năm 2008   | Thụy Điển          | Phát sóng trên truyền hình                 |
| Tháng 3 năm 2013     | Saga, Nhật Bản     | Liên hoan phim Trung Quốc                  |

Ngoài ra, bộ phim cũng phát hành DVD bằng tiếng Nhật và tiếng Nga tại Nhật Bản và Nga.

## Giải thưởng
| Năm  | Lễ trao giải                               | Hạng mục                           | Đề cử / Người nhận giải                        | Kết quả   | Ghi chú |
| ---- | ------------------------------------------ | ---------------------------------- | ---------------------------------------------- | --------- | ------- |
| 2003 | Kiêm Kê                                    | Câu chuyện xuất sắc nhất           | Hoắc Kiến Khởi                                 | Đoạt giải | [ 12 ]  |
| 2003 | Kiêm Kê                                    | Kịch bản xuất sắc nhất             | Tô Tiểu Vệ                                     | Đoạt giải | [ 12 ]  |
| 2003 | Kiêm Kê                                    | Phim xuất sắc nhất                 | Hoắc Kiến Khởi                                 | Đề cử     | [ 13 ]  |
| 2003 | Kiêm Kê                                    | Đạo diễn xuất sắc nhất             | Hoắc Kiến Khởi                                 | Đề cử     | [ 13 ]  |
| 2003 | Kiêm Kê                                    | Quay phim xuất sắc nhất            | Tôn Minh                                       | Đề cử     | [ 13 ]  |
| 2003 | Kiêm Kê                                    | Đạo diễn nghệ thuật xuất sắc nhất  | Thôi Nhận                                      | Đề cử     | [ 13 ]  |
| 2003 | Kiêm Kê                                    | Nữ diễn viên sắc nhất              | Lý Giai                                        | Đề cử     | [ 13 ]  |
| 2003 | Liên hoan phim quốc tế Tokyo               | Nam diễn viên xuất sắc nhất        | Teruyuki Kagawa                                | Đoạt giải | [ 14 ]  |
| 2003 | Liên hoan phim quốc tế Tokyo               | Tokyo Grand Prix                   | Hoắc Kiến Khởi                                 | Đoạt giải |         |
| 2004 | Liên hoan phim sinh viên Bắc Kinh          | Phim xuất sắc nhất                 | Hoắc Kiến Khởi                                 | Đoạt giải | [ 15 ]  |
| 2004 | Liên hoan phim sinh viên Bắc Kinh          | Nữ diiễn viên xuất sắc nhất        | Lý Giai                                        | Đề cử     | [ 16 ]  |
| 2004 | Giải Hoa Biểu                              | Đạo diễn xuất sắc nhất             | Hoắc Kiến Khởi                                 | Đoạt giải | [ 17 ]  |
| 2004 | Giải Hoa Biểu                              | Phim xuất sắc nhất                 | Bắc Kinh Kim Hải Phương Chu Phát triển Văn Hoá | Đoạt giải | [ 17 ]  |
| 2004 | Giải Hoa Biểu                              | Nam diễn viên xuất sắc nhất        | Quách Hiểu Đông                                | Đề cử     | [ 18 ]  |
| 2004 | Liên hoan phim quốc tế Mannheim-Heidelberg | Award of Independent Cinema Owners | Hoắc Kiến Khởi                                 | Đoạt giải |         |
| 2004 | Giải thưởng phê bình phim Thượng Hải       | Film of Merit                      |                                                | 3         | [ 19 ]  |
| 2005 | Giải Kim Phượng                            | Nam diễn viên xuất sắc nhất        | Quách Hiểu Đông                                | Đề cử     | [ 20 ]  |
| 2005 | Liên hoan phim Trường Xuân                 | Phim xuất sắc nhất                 |                                                | Đề cử     | [ 21 ]  |
| 2005 | Liên hoan phim Trường Xuân                 | Đạo diễn xuất sắc nhất             | Quách Hiểu Đông                                | Đề cử     | [ 21 ]  |